# Wimbledon Lawn Tennis Museum

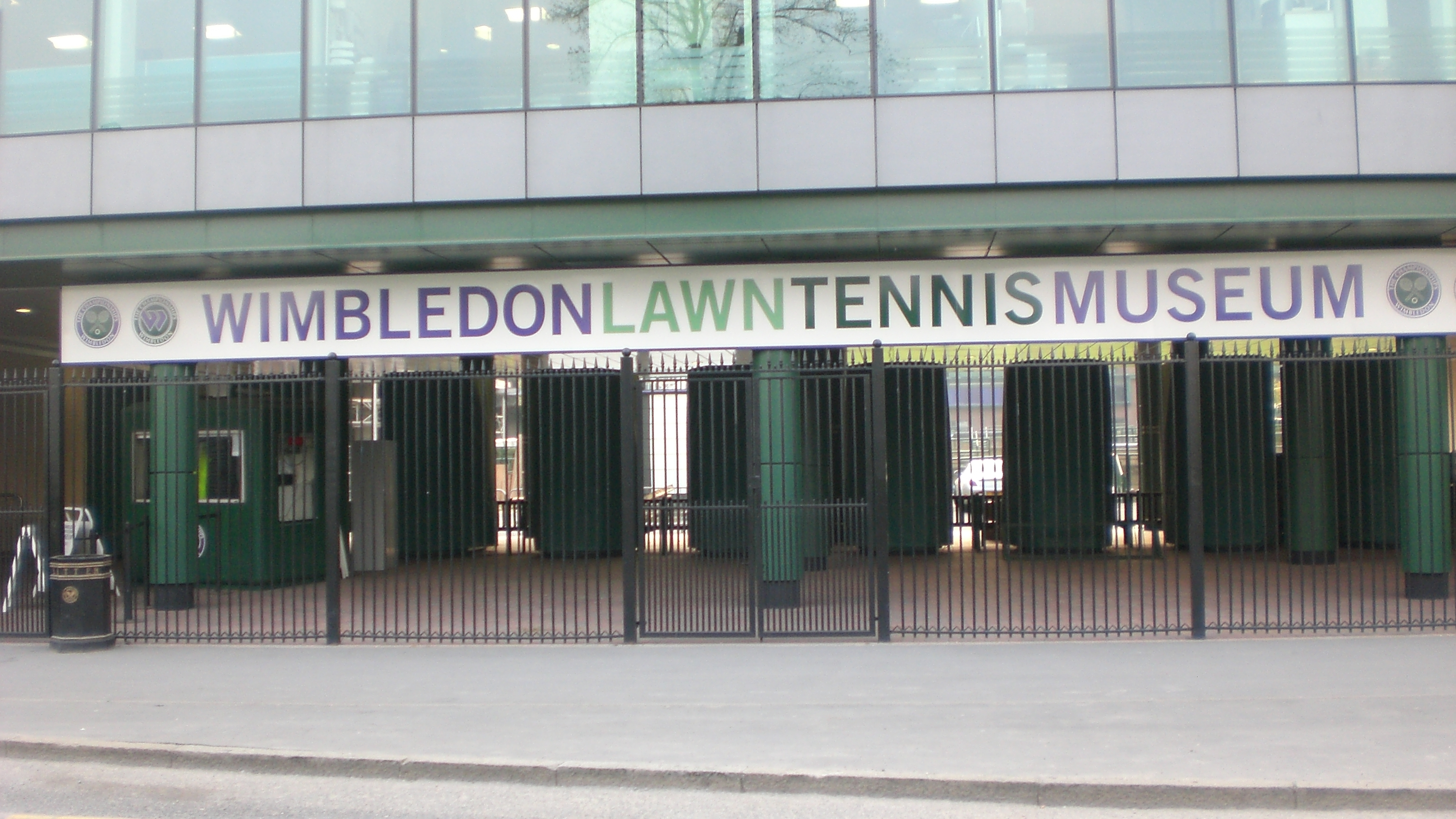
Wimbledon Lawn Tennis Museum

Das Wimbledon Lawn Tennis Museum ist ein Museum, das sich mit der Geschichte des Tennis- und Tischtennissports befasst. Das Museum befindet sich in Wimbledon (London) im All England Lawn Tennis and Croquet Club.
Eröffnet wurde das Museum am 20. Mai 1977. Die Ausstellungsstücke zeigen die Entwicklung des Tennis und der verschiedenen Varianten seit 1555. Das Museum verfügt über Exponate und Artefakte aus dieser Zeit sowie über Touchscreen-Computerkonsolen, mit denen Besucher interagieren können. Erinnerungsstücke von vielen berühmten Spielern aus der viktorianischen Zeit bis zur Gegenwart sind in saisonal wechselnden Ausstellungen enthalten. Das Museum ermöglicht es Museumsgästen, die Atmosphäre des Centre Court zu erleben, außer in der Zeit um die Meisterschaften. Es werden auch geführte Touren unter der Leitung von Blue Badge-Führern angeboten.
Die Kenneth Ritchie Wimbledon Library beherbergt eine umfangreiche Sammlung von Literatur, Zeitschriften und Videokassetten über Tennis.
Zu den Höhepunkten des Museums gehört beispielsweise der „Geist“ von John McEnroe, der in der Umkleidekabine erscheint, die er in seiner aktiven Zeit benutzt hat.